# Кейрос, Эусебио ди
Эусебио ди Кейрос (порт. Eusébio de Queirós; 1812, Луанда, Португальская Западная Африка — 7 мая 1868, Рио-де-Жанейро) — бразильский политический и государственный деятель. Аболиционист. Министр юстиции (1848—1852). Сенатор (с 1854). Член Государственного совета Бразильской империи (с 1855).

## Биография
Родился в семье чиновника комарки в Анголе. В марте 1816 года его семья переехала в Бразилию и поселилась в Рио-де-Жанейро. До 1832 года изучал право и социальные науки в университете Олинды.
В 1838 году впервые был избран провинциальным депутатом в Рио-де-Жанейро. В 1842 году стал заместителем председателя Палата депутатов Бразилии. Переизбирался четыре раза.
Служил начальником полиции в Рио-де-Жанейро. Затем занимал пост министра юстиции (1848—1852).
Автор известного Закона Эусебио ди Кейроса, принятого в Бразилии 4 сентября 1850 года, которым отменялась работорговля в стране. Этот закон был введен в действие правительством, действующим при императоре Бразилии Педру II. С 1850 года по закону Эусебио ди Кейроса был запрещён ввоз рабов из Африки в Бразилию (хотя и продолжался нелегально), а в 1888 году принцесса Изабел подписала «Золотой закон» об отмене рабства на всей территории Бразилии, что сделало Бразилию последней страной в западном мире, которая отменила рабство.
Последствием закона стало ухудшение положения землевладельцев-фазендейру и экономики страны в целом, что в итоге привело к падению Бразильской империи.
Кроме того во время пребывания Эусебио ди Кейроса на министерском посту был принят первый в стране Коммерческий кодекс, Закон о земле (который отменял дарение земель и обязывал проводить торги, препятствовал иностранцам владеть землёй) и внедрение уличного газового освещения Рио-де-Жанейро.